# NGC 1196
NGC 1196 este o galaxie lenticulară situată în constelația Eridanul. A fost descoperită în 22 noiembrie 1835 de către John Herschel.